# 足立和也
足立 和也（あだち かずや、1990年10月23日 - ）は、日本のカヌー選手。2020年東京オリンピック日本代表。神奈川県相模原市出身。ヤマネ鉄工建設所属。

## 来歴
通園していた幼稚園のアウトドア活動が盛んで、本人によると「記憶がないぐらい小さい頃」からカヌーに触れていた。幼稚園の教員の開いていたカヌースクールに通い始め、小学校6年生で初めて大会に出場する。高校3年生の時、18歳以下の世界大会に日本代表として出場する。この時期には駿河台大学の学生とともに練習していた。
八王子高等学校を卒業後、駿河台大学に進学。大学時代は日本代表Bチームとしてワールド杯等の世界大会に出場。しかし思うような成績を収めることができず、自身と世界との差を痛感する。競技に専念するため大学3年時に退学した。その後、15歳頃に代表合宿で指導を初めて受けたコーチの市場大樹が活動拠点としていた山口県萩市に移り、普段はレストランでアルバイトをしながら、阿武川特設カヌー競技場を拠点に練習を積むという生活を送っている。
2012年日本選手権で初優勝。2013年、2014年の日本選手権も優勝し3連覇を達成する。2014年アジア競技大会では金メダルを獲得した。2016年に日本人で初となるワードカップでの決勝進出を果たし、3位の成績を修めこの種目初のメダルを日本にもたらす。 2017年のワールドカップにおいても3位の成績を修めた。2018年アジア競技大会では銀メダルを獲得している。
2019年NHK杯兼日本代表選手権大会で4位に入賞し、東京オリンピック代表選手に内定した。
山口移住後は（公財）山口県体育協会所属だったが、2020年10月1日に長門市の建設会社であるヤマネ鉄工建設に所属変更となった。
2020年東京オリンピックカヌー・スラローム男子カヤックシングルでは準決勝で101.60点の16位となり決勝に進めなかった。